# Non è vero ma ci credo (film 2018)
Non è vero ma ci credo è un film italiano del 2018 diretto da Stefano Anselmi.

## Trama
Nunzio e Paolo sono amici da sempre ma il loro sodalizio ha prodotto solo una serie di business falliti, tutti finanziati dalle loro mogli che adesso minacciano di sbatterli fuori di casa. I due cercano il riscatto aprendo un ristorante vegetariano finché, per compiacere un critico culinario da cui dipendono i loro destini, si trovano di fronte alla necessità di trasformare il locale in una bisteccheria. Vegetariani convinti, Nunzio e Paolo non hanno alcuna intenzione di mettersi davvero a cucinare animali, ma decidono di tentare l'ultima carta: spacciare pietanze di origine vegetale per piatti di carne, per ingannare il critico.

## Accoglienza
Ha incassato 98 083 euro al botteghino italiano.